# با صدای بلند شلیک کن، بلندتر… من نمی‌فهمم
با صدای بلند شلیک کن، بلندتر… من نمی‌فهمم (به انگلیسی: Shoot Loud, Louder... I Don't Understand) فیلمی محصول سال ۱۹۶۶ و به کارگردانی ادواردو د فیلیپو است. در این فیلم بازیگرانی همچون مارچلو ماسترویانی، راکل ولش، گوئیدو آلبرتی، لئوپولدو تریئسته، تکلا اسکارانو، ادواردو د فیلیپو، رجینا بیانکی، آنجلا لوچه، سیلوانو ترانکوئیلی، کارلو بینو و اینیاتسیو اسپالا ایفای نقش کرده‌اند.